# Georg Philipp Harsdörffer
Georg Philipp Harsdörffer (Norimberga, 1º novembre 1607 – Norimberga, 17 settembre 1658) è stato un poeta, letterato e traduttore tedesco.

## Biografia
Il suo nome è legato indissolubilmente alla fondazione, nel 1644, dell'Accademia poetica, il Pegnesischer Hirten-und Blumenorden ("Lodevole ordine pastorale e floreale"), composta da letterati definibili arcadici ante-litteram. Lui stesso viene ritenuto anche un anticipatore del manierismo tedesco e del Romanticismo.
Uno degli obiettivi dell'Accademia fu quello di innovare il linguaggio letterario tedesco, prendendo spunto anche dai movimenti culturali europei.
Discendente di una famiglia nobile tedesca, figlio di Filippo e Lucrezia Harsdörffer, durante il suo periodo di formazione scolastica e letteraria, Harsdörffer soggiornò nel 1623 ad Altdorf bei Nürnberg e nel 1626 a Strasburgo, dove studiò legge e successivamente in vari centri culturali europei, nei Paesi Bassi, Inghilterra, Francia e in Italia, a Siena, dove entrò a far parte dell'Accademia degli Intronati.
Harsdörffer divenne un profondo conoscitore di tante lingue straniere ed un erudito nella filosofia, nella filologia, nella matematica e nelle scienze naturali,
e non è un caso se venne accolto come membro della Società dei Carpofori, la più grande società culturale e letteraria tedesca dell'epoca barocca, e risultò un instancabile traduttore della letteratura romanza. I suoi lavori, comunque, li scrisse in lingua tedesca e in latino.

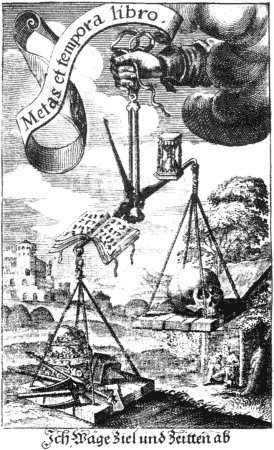
Copertina del suo libro Icones mortis

Indubbiamente i gusti letterari di Harsdörffer ricevettero notevoli spunti dall'esperienza italiana, basti citare gli otto libri di Frauenzimmer Gesprächspiele ("Giochi da conversazione", 1641-1649), scritti prendendo come ispirazione e riferimento i Trattenimenti di Scipione Bargagli.
Questa opera fu incentrata sull'approfondimento di tematiche letterarie e scientifiche, alleggerite da 'siparietti' costituiti da aneddoti e giochi di società.
Fu un attivissimo scrittore in grado di occuparsi di svariate tematiche e di argomenti diversissimi e come poeta si distinse per il Poetischer Trichter ("Imbuto poetico"), caratterizzato dai suoi approfondimenti sul linguaggio poetico e impreziosito da espressioni musicali e visive, ritenuto un vero e proprio manuale poetico.
Fu il padre di Karl Gottlieb Harsdörffer, (1637–1708).